# Brunn am Gebirge
Brunn am Gebirge je městys v okrese Mödling v Dolních Rakousích.

## Geografie
Obec leží na tzv. Thermenlinie (pásu se specifickými klimatickými podmínkami a výskytem termálních pramenů), přímo v sousedství městské hranice Vídně, na Jižní dráze, část obce je na úbočí Vídeňského lesa a druhá část obce leží již ve Vídeňském lese. Hranici určuje přibližně Jižní dráha.

### Sousedící obce
Na severu je sousedem město Vídeň, severovýchodně je Vösendorf, na východě Wiener Neudorf, na jihu Maria Enzersdorf a na západě je sousední obcí Gießhübl.

## Historie
Při vykopávkách bylo zjištěno, že území bylo osídleno již v mladší době kamenné. Již 6 tisíc let před naším letopočtem byl Brunn osídlen a představuje nejstarší známé rolnické osídlení Rakouska. Také avarské hroby nalezené u Mödlingu připouští, že v té oblasti již osídlení existovalo. Z vykopávek se také předpokládá, že v římských dobách se zde usídlovali vojenští vysloužilci.
Kolem roku 1000 mohlo vzniknout dnešní obecní centrum a nazývalo se Prun anebo Brun, což znamená studnu či prameny. V dokumentech se poprvé uvádí Prunni v darovací smlouvě ze 12. století. Kolem roku 1500 byl Brunn opevněn hradbou, která vydržela dlouhých 300 roků.

### Vývoj počtu obyvatel
V roce 1971 zde žilo 7080 obyvatel, v roce 1981 7975, 1991 8573, 2001 9422 a v roce 2006 zde žilo 10 434 obyvatel.

## Hospodářství
Dnes již velmi malá část obyvatel se aktivně věnuje pěstování vinné révy na úbočích Vídeňského lesa. Velká část obyvatel je zaměstnána v průmyslu a obchodu, v Brunnu jen bydlí, ale pracuje ve Vídni.

### Doprava
Mezi Brunnem a Perchtoldsdorfem je Vídeňská vnější dálnice (Wiener Außenring Autobahn) A21. Také A2 je výhodným spojením. Brunn a Maria Enzersdorf mají společné nádraží na Jižní dráze.

## Pozoruhodnosti

### Gliedererhof
V tak zvaném Gliedererhofu žil Rudolf Steiner (1861-1925) do doby odvolání do Výmaru (Weimar), kde vydal přírodovědný rukopis Johanna Wolfganga von Goethe (1749–1832) ve Weimarer Ausgabe (Sophien-Ausgabe) a také tam napsal úvod ke Goethovu přírodovědném spisu u Josepha Kürschnera v National-Literatur jako "Základní rysy poznání teorie Goethova názoru na svět".

### Kostel
Brunnerský kostel má zajímavé rysy, je podobný prvnímu Gotheanu Rudolfa Steinera, monumentální dřevěnou stavbou v Dornachu v kantonu Solothurn ve Švýcarsku. Brunnerský kostel byl vystavěn staviteli vídeňského dómu svatého Štěpána.

### Secesní řadová zástavba
Jednotný umělecký soubor vídeňského secesního stavebního slohu v Dolním Rakousku v ulici „Franz Keim-Gasse“ v Brunnu am Gebirge. Architekt Sepp Hubatsch, byl žákem a přítelem Otto Wagnera (1841–1918) po roce 1902 postavili celý soubor řadových domů. Domy jsou postaveny na stejně širokých parcelách a jsou určeny pro dvě rodiny. Ve všech domech jsou dvě obytná podlaží. Suterénem se vyrovnává rozdílná úroveň terénu v ulici. Domy přitom působí jako stejně vysoké. Místo střechy nastupuje daleko předsazená římsa, dozadu kryje plochou střechu. Fasády zdobí geometrické motivy, rostlinné ornamenty, jako úponky, listy nebo květy. Výzdoba je většinou v omítce vyškrabaná.
Hubatschova tvorba je uměleckým prostředím odmítána na maloměstskou a vesnickou obytnou zástavbu. Brunnerská řadová zástavba koketuje v přímém protikladu se současnou zástavbou nikoliv s historickými hrady a zámky a vily architektů. Při styku uspořádání a vzhledu řadových domů ve starých městech na Innu a Salzachu navrhoval Hubatsch obytné objekty, jejíž vysoká umělecká svéráznost je zřejmá.

## Osobnosti
- Franz Keim (1840–1918) – rakouský spisovatel
- Anton von Kenner, (1871–1951) – malíř
- Hans Gál (1890–1987) skladatel
- Otto Mauer (1907–1973) – rakouský kněz, sběratel umění a mecenáš
- Theo Braun (1922–2006) – rakouský malíř a grafik
- Ernst Vlcek (1941–2008) – rakouský spisovatel

## Politika
Obecní zastupitelstvo má po volbách v roce 2005 33 křesel rozdělených mezi strany:
- 15 SPÖ – starosta Dr. Andreas Linhart
- 13 ÖVP
- 4 Zelení – zástupce starosty Monika Moser
- 1 Forum Brunn